# 北淮淀镇
北淮淀镇，是中华人民共和国天津市宁河区下辖的一个乡镇级行政单位。

## 行政区划
北淮淀镇下辖以下地区：
北淮淀村、南淮淀村和乐善庄村。